# De Golem (hoorspel)
De Golem is een vertaling uit het Duits van het hoorspel Der Golem, naar de gelijknamige roman (1915) van Gustav Meyrink. Paul Kohl zorgde voor de hoorspelbewerking en de Westdeutscher Rundfunk zond Der Golem uit op 8 september 1964.
De Nederlandse vertaling van het hoorspel werd bezorgd door Paul Vroom en de KRO zond die in het programma Dinsdagavondtheater uit op dinsdag 23 juli 1974, van 21:00 uur tot 22:25 uur, met muziek van Chaim Storosum, die onder zijn leiding werd uitgevoerd. De regisseur was Harrie de Garde.

## Rolbezetting
- Ben Aerden
- Hein Boele
- Jan Borkus
- Josine van Dalsum
- Mariëlle Fiolet
- Ad Hoeymans
- Jaap Hoogstraten
- Jan Hundling
- Huib Orizand
- Willy Ruys
- Dick Scheffer
- Martin Simonis
- Johan te Slaa
- Frans Somers
- Hans Veerman
- Bob Verstraete

## Inhoud
Athanasius Pernath leeft als cameesnijder in het getto van het oude Praag. Wegens een ongelukkige liefde is hij waanzinnig geworden en heeft zijn geheugen verloren. Door ontmoetingen met zijn kluchtige medebewoners duiken scènes uit het verleden echter bij gelegenheid weer in zijn herinnering op. Zo is er de kleerkoper Wassertrum, een heimelijke miljonair, die door een tragisch lot tot een kwade intrigant verworden is, de student Charousek, die zichzelf zo haat dat hij zich verminkt, en de mooie gravin Angelina. Niet alleen op haar wordt Pernath verliefd, maar ook op Mirjam, de dochter van de wijze archivaris Hillel. Ieders lot lijkt beïnvloed te zijn door een figuur, de Golem (Hebreeuws: embryo, kiem), een uit klei gevormd wezen uit de Middeleeuwen, dat door rabbi Löw leven werd ingeblazen en daarna het hele getto angst en vrees inboezemde.